# SIO Grafen
SIO Grafen är ett nationellt strategiskt innovationsprogram vars syfte är att svenska företag ska bli världsledande på att utveckla och använda grafen och andra 2D-material. Man arbetar med att identifiera och föra samman viktiga aktörer ─ från akademi, industri och institut ─ mot tillämpningar. Visionen är att Sverige år 2030 är ett av världens tio främsta länder på att utveckla och använda grafen industriellt.  
Programmets aktivteter utgår från den svenska strategiska innovationsagendan för grafen och andra 2D-material.
Programmet finansieras av Vinnova, Energimyndigheten och Formas. 
Chalmers Industriteknik är värdorganisation för SIO Grafen. 

## Historia
SIO Grafen är sedan 2014 ett av Sveriges 17 strategiska innovationsprogram.
Sedan starten har SIO Grafen finansierat närmare 200 projekt där över 200 organisationer, varav hälften små- och medelstora företag, har deltagit. Produkter med grafen har utvecklats av bland annat 2D fab, Graphmatech, Graphensic och SHT Smart High-Tech.    
2020 utvärderades programmet på uppdrag av finansiärerna. En av utvärderingens slutsatser var att "Programmet är på god väg att uppnå sina långsiktiga mål och programmets bidrag till de strategiska innovationsprogrammens (SIP) effektmål är betydande men också avhängigt av grafens genomslagskraft i samhället."

## Vision
Visionen är att Sverige år 2030 är ett av världens tio främsta länder på att utveckla och använda grafen industriellt.  

## Mål
SIO Grafens uppgift är att verka för att grafen och andra 2D-material uppnår teknisk mognad. Målet är att industriellt etablera en ny materialklass som svensk industri kan använda i innovativa produkter och processer.  
Till 2030 är målet att grafen ska vara: 
- Ett svenskt styrkeområde.
- Ett material med stark tvärsektoriell samverkan.
- Vars tillverkning är stark i Sverige.
- Och som stöttar omställningen till ett hållbart samhälle.